# Selokolela
Selokolela è un villaggio del Botswana situato nel distretto Meridionale, sottodistretto di Ngwaketse. Il villaggio, secondo il censimento del 2011, conta 1.610 abitanti.

## Località
Nel territorio del villaggio sono presenti le seguenti 13 località:
- Diphatana di 208 abitanti,
- Galemuno di 22 abitanti,
- Masiatilodi di 25 abitanti,
- Mmakgopong di 35 abitanti,
- Mmakwenakgosi di 2 abitanti,
- Mmamaru,
- Mmamato di 2 abitanti,
- Mogogorwane di 88 abitanti,
- Motlhalojane di 57 abitanti,
- Segwagwa,
- Selokolela Cattle Post di 24 abitanti,
- Sesana di 59 abitanti,
- Tloung di 4 abitanti